# Фльорюс
Фльорюс (на френски: Fleurus) е град в Югозападна Белгия, окръг Шарлероа на провинция Ено. Населението му е около 22 200 души (2006).
Тук са се състояли редица известни битки:
- Сражение от 1622 г., по време на Тридесетгодишната война;
- Сражение от 1690 г., по време на Деветгодишната война;
- Сражение от 1794 г., по време на Френските революционни войни.